# Tarenna trichurensis
Tarenna trichurensis är en måreväxtart som beskrevs av Sasidh. och V.V. Sivarajan. Tarenna trichurensis ingår i släktet Tarenna och familjen måreväxter. Inga underarter finns listade i Catalogue of Life.